# Hästsexfallet i Enumclaw
Hästsexfallet i Enumclaw var en serie incidenter 2005 som involverade Boeingingenjören Kenneth Pinyan, i Gig Harbor, Washington, lastbilschauffören James Michael Tait, samt andra oidentifierade män. Pinyan och Tait filmade och distribuerade zoofil pornografi av Pinyan under aliaset "Mr. Hands" som fick analsex från en hingst. Efter att ha ägnat sig åt denna aktivitet vid flera tillfällen under en okänd tid fick Pinyan dödliga inre skador i en incident.
Historien rapporterades i The Seattle Times och var en av tidningens mest lästa berättelser 2005. Det kallades informellt "Hästsexfallet i Enumclaw".
Pinyans död föranledde snabbt ett lagförslag från Washington State Legislature som förbjuder både sex med djur och videoinspelning av en sådan handling. Enligt nuvarande lagar i Washington är tidelag nu ett klass C-brott på federal nivå, som kan straffas med upp till fem års fängelse.